# Hvalba
Hvalba (dánsky Kvalbø) je vesnice a obec na Faerských ostrovech se 599 obyvateli. Obec tvoří ještě vesnice Nes-Hvalba a Sandvík. Leží na severu ostrova Suðuroy. Působí zde fotbalový klub Royn Hvalba.

## Tunely
Dva tunely spojují Hvalbu se sousedními vesnicemi. Jižní tunel Hvalbiartunnilin, který je dlouhý 1450 m a byl postaven v roce 1963, vede do Trongisvágur a Tvøroyri. Severní tunel Sandvíkartunnilin, který je dlouhý 1 500 m a byl postaven v roce 1969, vede k Sandvíku. Stavba třetího tunelu dlouhého 2 524 m do Trongisváguru byla zahájena v roce 2019 a bude dokončena v roce 2021.